# Asplundia uncinata
Asplundia uncinata är en enhjärtbladig växtart som beskrevs av Gunnar Wilhelm Harling. Asplundia uncinata ingår i släktet Asplundia och familjen Cyclanthaceae. Inga underarter finns listade.